# Szaffi (keresztnév)
A Szaffi Jókai Mór névalkotása a Cigánybáró című regényből; illetve egyesek szerint görög eredetű női név, jelentése: bölcsesség.[forrás?] A Zsófia, illetve a Szófia önállósult becézett változata.[forrás?]

## Gyakorisága
Az 1990-es években nem lehetett anyakönyvezni, a 2000-es években nem szerepel a 100 leggyakoribb női név között.

## Névnapok
- április 30.[forrás?]
- május 15.[forrás?]
- május 24.[forrás?]

## Egyéb Szaffik
- A cigánybáró – Jókai Mór regénye
- Szaffi (film) – Jókai regényéből készült rajzfilm